# Mary Duras
Mary Duras (amtlich: Maria Johanna)  (* 10. Mai 1898 in Wien, Österreich-Ungarn; † 12. August 1982 in Graz) war eine österreichisch-tschechisch-deutsche Bildhauerin. Aufgrund ihrer internationalen Arbeiten und ausländischen Erfolge wurde sie zu einer der erfolgreichsten bildenden Künstlerinnen, die durch ihr Leben mit der Tschechoslowakei verbunden waren.

## Leben
Mary (Maria Johanna) Duras wurde als jüngstes von vier Kindern einer aus Prag stammenden Familie geboren. Durch den Beruf ihres Vaters, er war k.u.k. Offizier, verbrachte sie ihre Kindheit und Jugend neben Prag auch in Wien, Lemberg, Königgrätz und Mostar. Ab 1916 war sie Schülerin des Bildhauers Josef Drahoňovský an der Prager Kunstgewerbeschule.
Drei Jahre später wurde sie als eine der beiden ersten Frauen in die Akademie der bildenden Künste in Prag aufgenommen und studierte bei Jan Štursa Bildhauerei. Im Jahr 1922 schloss sie ihr Studium bei Štursa ab und ging gemeinsam mit Maxim Kopf, mit dem sie auch privat verbunden war, nach Dresden. Sie blieb fast ein Jahr in Dresden, wobei vor allem der Unterricht bei Oskar Kokoschka nachhaltigen Einfluss haben sollte.
Im Sommer 1923 ging sie mit Maxim Kopf nach New York, ab 1924 lebte und arbeitete Mary Duras in Paris und blieb dort fast drei Jahre. In ihren Arbeiten orientierte sie sich stark an Aristide Maillol und Charles Despiau. In Paris stellte sie im „Salon des Indépendants“ und im „Salon d’Automne“ aus. Sie kehrte 1927 nach Prag zurück und heiratete Maxim Kopf. Im gleichen Jahr schloss sie sich der von Maxim Kopf gegründeten Bewegung „Junge Kunst“ an, die 1928 ihre erste Ausstellung hatte und aus der 1929 die Prager Secession hervorging.
Die 1930er-Jahre brachten ihr zunehmende Anerkennung, sie vertrat die Tschechoslowakei mehrfach mit ihren Werken in Venedig und wurde auch Mitglied der Berliner Secession. Auf der Weltausstellung 1937 in Paris wurden ihre Werke mit einer Goldmedaille ausgezeichnet.
Schwieriger gestaltete sich ihr privates Leben. 1933 wurde ihre Ehe mit Maxim Kopf geschieden. Sie heiratete 1938 Arnold Schück (1897–1974), Sohn einer wohlhabenden jüdischen Industriellenfamilie, für deren Hausterrasse sie die 2,1 m hohe Steinfigur Eva geschaffen hatte. Im März 1939 zum Zeitpunkt des deutschen Einmarsches in Prag befand sich Mary Duras anlässlich einer Ausstellung in Den Haag, Niederlande. Auf Anraten ihres Mannes kehrte sie nicht mehr nach Prag zurück, sondern emigrierte nach England. Trotz aller Widrigkeiten gelang es ihr auch in England künstlerisch Fuß zu fassen und an Ausstellungen teilzunehmen. Das prestigeträchtige Angebot die Leitung der School of Sculpture am Endinburgh College of Art zu übernehmen lehnte sie ab, um im August 1945 in ihre Heimat nach Prag zurückzukehren. Ihr Mann, dem es nicht gelungen war zu fliehen, hatte das KZ Auschwitz als einziger seiner Familie überlebt.
Das Leben in Prag gestaltete sich aber sehr schwierig, ihr Mann verlor im Rahmen der politischen Entwicklungen (erneut)l sein gesamtes Vermögen. Auch war es unmöglich ein geeignetes Atelier für Bildhauerarbeiten zu finden. Die Situation der Nachkriegsjahre und besonders nach dem Umsturz 1948 beraubte sie aller Arbeits- und Ausstellungsmöglichkeiten. Trotzdem gelang es Mary Duras in bescheidenem Umfang zu arbeiten und teilweise auch zu staatlichen Aufträgen zu kommen. Eine verspätete retrospektive Ausstellung zu ihrem 60. Geburtstag fand 1961 in Prag statt.
Unzufrieden mit dem Mangel an Arbeits- und Reisemöglichkeiten emigrierten sie und ihr Mann 1963 über Österreich nach Deutschland, wo sie sich in Hamburg niederließen. Hier gelang es Mary Duras erneut ihre Arbeit fortzusetzen und sich 1973 mit ihren Werken bei Ausstellungen in Regensburg, Düsseldorf und Bad Oeynhausen zu präsentieren.
Nach dem Tod ihres Mannes zog sie 1974 zu Verwandten (ihrer Nichte) nach Graz. Mary Duras starb 1982. In Feldkirchen bei Graz erinnert im Springbrunnen am Marktplatz die Bronzeplastik Doppelrelief aus 5+2 Frauenfiguren aus dem Jahr 1978 an "Mary Duras (1897–1982)".

## Werk

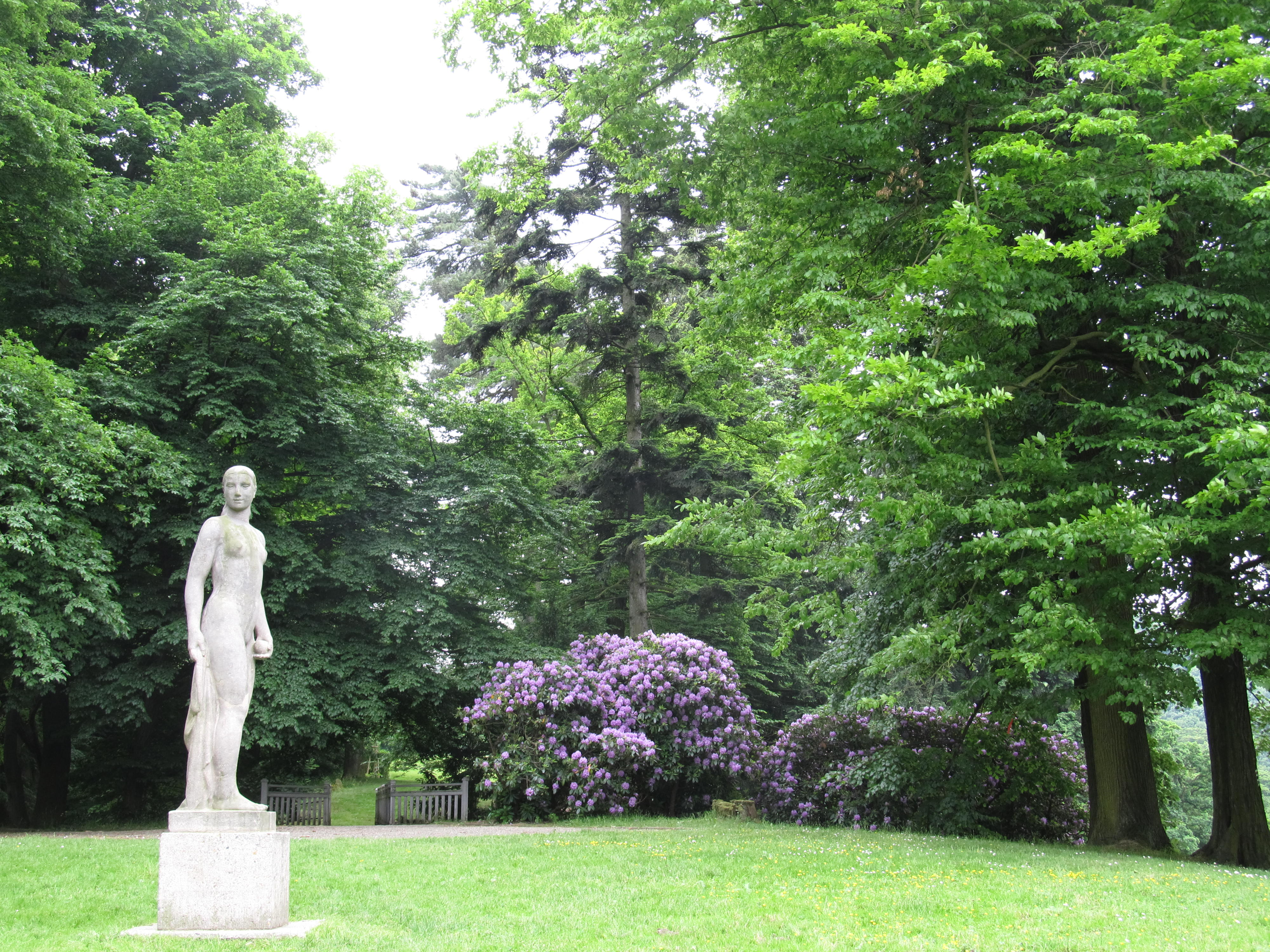
Skulptur Eva von der Villa Schück, jetzt im Park von Schloss Hradec nad Moravicí

Mary Duras konzentrierte sich intensiv auf figürliche Themen von Frauen, insbesondere Akte und Porträts. Der Kunsthistoriker Petr Wittlich beschrieb ihre Arbeit mit den Worten: „Mary Duras hatte unter den Schülern von Štursa vielleicht den größten Sinn für natürliche Monumentalität der Körperlichkeit. Ihr künstlerischer Charakter vermeidet Reflexion und ruft körperliche Schönheit hervor, indem sie in das Leben schaut.“
Zu ihren wichtigsten Zwischenkriegsarbeiten gehört die monumentale Sandsteinstatue von Eva (1929–1930), die sie für die Gartenterrasse einer funktionalistischen Villa des Geschäftsmannes Alexander Schück in Prag schuf. Bei der Berliner Ausstellung mit der Berliner Sezession 1930 gelang ihr Erfolg mit der Skulptur Mädchen am Fenster, die heute der Nationalgalerie in Prag gehört. Bekannt wurde auch ihre Maske von Tilla Durieux als Lady Macbeth aus dem Jahr 1937. In England während des Zweiten Weltkriegs schuf sie Büsten von Winston Churchill, Edvard Beneš, Jan Masaryk. Von ihren Arbeiten nach 1945 erreichte die Plastik Mutter mit totem Kind  Bekanntheit.

## Sammlungen und Museen
- Nationalgalerie Prag
- Galerie Klatovy-Klenová
- Regionalgalerie Liberec
- Kunstforum Ostdeutsche Galerie Regensburg